# Namesto tebe
Namesto tebe je EP album slovenskog punk rock sastava Pankrti. Objavljen je 1981. u izdanju diskografske kuće ZKP RTL.

## Popis pjesama
| Br. | Skladba           | Trajanje |
| --- | ----------------- | -------- |
| 1.  | »Namesto tebe«    |          |
| 2.  | »Gospodar«        |          |
| 3.  | »Jak i glup«      |          |
| 4.  | »Še zmeri mislim« |          |

## Izvođači
- Boris Kramberger - bas
- Slavc Colnarič - bubnjevi
- Dušan Žiberna - gitara, vokal
- Polde Poljanšek - saksofon
- Peter Lovšin - vokal